# Hullbridge
Hullbridge – wieś i civil parish w Anglii, w hrabstwie Essex, w dystrykcie Rochford. Leży 17 km na południowy wschód od miasta Chelmsford i 54 km na wschód od Londynu. W 2011 roku civil parish liczyła 6527 mieszkańców.